# رود اودی
رود اودی (انگلیسی: Udy) یک رودخانه در استان بلگورود کشور روسیه است.